# IO Donna
IO Donna (littéralement, « Moi, femme » en italien) est un magazine italien féminin créé en 1996. La revue est conçue et vendue en tant que supplément hebdomadaire au journal quotidien Corriere della Sera.

## Historique

### Fondation et débuts
La revue IO Donna est lancée le 23 mai 1996 sous la direction de Fiorenza Vallino.
En 2003, une première refonte graphique de la revue est menée.

### Création du site
Le site Internet de la revue est lancé en 2012. En septembre 2018, sous la direction de Danda Santini, le site fait entièrement peau neuve.

## Gouvernance
Fiorenza Vallino reste en poste à la direction de la revue jusqu'en décembre 2009, assistée de Paolo Mieli et d'Edvige Bernasconi.
En 2010, c'est Diamante d'Alessio qui reprend la rédaction en chef alors que Pier Luigi Vercesi est nommé co-directeur de la revue.
Le 6 février 2018, au départ de Diamante d'Alessio, Danda Santini quitte Elle Italie pour prendre la rédaction en chef de IO Donna,. Sous sa direction est notamment fêté le vingt-cinquième anniversaire de la revue.

## Diffusion
En juillet 2020, la revue au format papier est diffusée à 289 387 exemplaires auprès d'un public estimé à 537 000 lectrices et lecteurs. À la même date, le site Internet dénombre 11 239 000 pages vues pour 3 362 000 visiteuses ou visiteurs uniques.
D'octobre 2020 à septembre 2021, ces chiffres se confirment, en légère baisse : diffusion de la revue papier à 279 448 exemplaires, touchant une audience de 498 000 lectrices et lecteurs. En ce qui concerne le site, 3 242 390 visiteurs uniques sont recensés en septembre 2021.